# エーバースバッハ・アン・デア・フィルス
エーバースバッハ・アン・デア・フィルス (ドイツ語: Ebersbach an der Fils) は、ドイツ連邦共和国バーデン＝ヴュルテンベルク州シュトゥットガルト行政管区のゲッピンゲン郡に属す市である。西はエスリンゲン郡と境を接している。東はウーヒンゲン市と接する。

## 地理

### 位置
市域は、北はシュールヴァルト（森）から南は中部シュヴェービシェ・アルプ山麓にまで広がっている。
エーバースバッハは、州都シュトゥットガルトの東南東 32 km、高度 264 m から 481 m に位置している。これはゲッピンゲン郡で最も低い場所にあたる。市の東よりやや上流側の隣町の町域で、ナッサハ川がフィルス川に注いでいる。ナッサハ川はシュールヴァルト内で深い谷を形成している。市の西はクライネ・シュヴァイツ（小スイス）で、そこをベンフィングベヒレ川が流れている。市域は、フィルス川下流の東西方向の幅広い谷によって二分されている。フィルス川の南側は一部が黄土に覆われたシュリーアバッハー平地を通ってシュヴェービシェ・アルプ山麓に至る。

### 市の構成
エーバースバッハには中核市区の他に6つの市区が属している。ビューヘンブロン、ビュンツヴァンゲン、クラプフェンロイト、ロスヴェルデン、ズルパハ、ヴァイラーである。市区の正式名は都市名にハイフンで接続して市区名を記述する。また、本市はバーデン＝ヴュルテンベルク州の自治体法の規定にしたがって、4つのヴォーンベツィルク（直訳: 居住管区）に分けられる。ビューヘンブロン、クラプフェンロイトおよびズルパハ、ビュンツヴァンゲン、ロスヴェルデンおよびヴァイラー・オプ・デア・フィルスである。ビュンツヴァンゲン市区、ロスヴェルデン市区、ヴァイラー・オプ・デア・フィルス市区は、同時に、バーデン＝ヴュルテンベルク州の自治体法が規定するオルトシャフトを形成している。ビュンツヴァンゲン市区には廃止されたオルトシャフト・シュタインボースがある。

### 土地利用
| 用途                 | 面積 (ha) | 占有率 (%) |
| -------------------- | --------- | ---------- |
| 住宅地               | 214       | 8.1        |
| 商工業地             | 87        | 3.3        |
| レクリエーション用地 | 21        | 0.8        |
| その他市街地         | 58        | 2.2        |
| 交通用地             | 191       | 7.3        |
| 農業用地             | 1,182     | 45.0       |
| 森林                 | 842       | 32.1       |
| 水域                 | 16        | 0.6        |
| その他               | 15        | 0.6        |
| 合計                 | 2,626     | 100        |

2021年現在の州統計局のデータに基づく。

## 歴史

### 18世紀以前

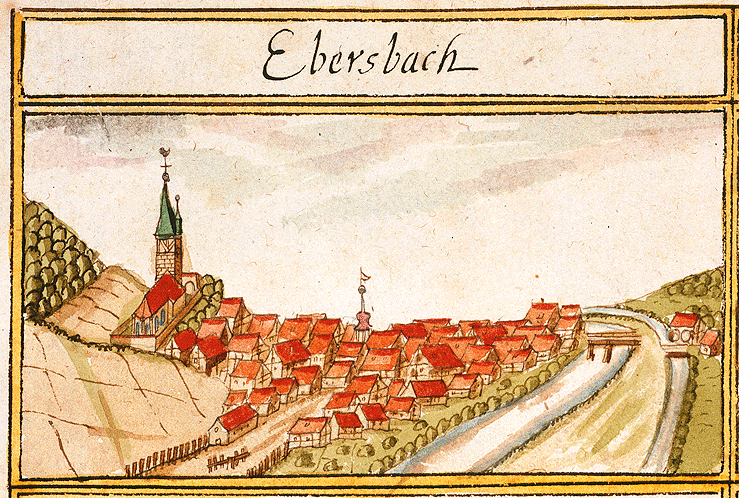
1685年のアンドレアス・キーザーの森林簿に描かれたエーバースバッハ・アン・デア・フィルス

本市の市域は交通の便が良い場所に位置している。ローマ時代にはすでにイタリアとオランダを結ぶ街道が通っていた。エーバースバッハはこの好条件の場所により、1523年以降ブリュッセルからアウクスブルクを経由してインスブルックやトレントに至る郵便路線の有力な宿駅となっていたことが証明されている。エーバースバッハは1500年からシュヴァーベン帝国クライスに属している。この頃からアルトヴュルテンベルクの村エーバースバッハはゲッピンゲンのアムト（地方行政組織）に組み込まれた。ヴュルテンベルク王国の新しい行政組織においても、エーバースバッハは引き続きオーバーアムト・ゲッピンゲンの管轄下に置かれた。
12世紀から15世紀まで城があったかどうかは疑わしい。あったとすれば、おそらくファイト教会周辺であろうと推測されている。

### 19世紀から20世紀
この町は特に手工業が盛んであった。特にリネン織り、鍛冶屋、車職人がその代表であった。エーバースバッハで特殊なのは、1960年代までエーバースバッハの採石場で砂を採取していた「ザントラー」の存在である。19世紀の中頃からエーバースバッハの工業が発展し始めた。その大部分が織布業であった。
ナチ時代のヴュルテンベルクの行政改革によって、1938年にエーバースバッハはゲッピンゲン郡に属すこととなった。この町は1945年にアメリカ占領地区の一部となり、新たに創設されたヴュルテンベルク＝バーデン州に属した。この州は1952年に現在のバーデン＝ヴュルテンベルク州となった。
1974年以降の文献では、第二次世界大戦末期にエーバースバッハにナッツヴァイラー＝シュトルトホーフ強制収容所の分所が設けられたと繰り返し主張されている。おそらくユリウス・シェッツレが「Stationen zur Hölle」（フランクフルト・アム・マイン、1974年、p. 64 と p. 80 の地図）で言及したのが最初である。しかしエーバーバッハ・アン・デア・フィルスの市立文書館の調査で異なる見解が示された。これによると、この町には強制収容所の強制労働指導部はなかった。そのような分所の建設は文書で証明されていないのである。第二次世界大戦中に工業に従事させられた強制労働者に関する1945年から1999年になされた同時代の目撃証言、出所や状況は、J. シェッツレが1974年に立てた仮設と食い違っている。
この町は1975年2月12日に市に昇格した。

### 市町村合併
- 1926年5月17日: クラプフェンロイト
- 1932年4月1日: ズルパハ
- 1972年1月1日: ロスヴェルデン[11]
- 1975年1月1日: ビュンツヴァンゲンおよびヴァイラー・オプ・デア・フィルス[10]

## 住民

### 人口推移
1961年以降の数値は、バーデン＝ヴュルテンベルク州統計局による。
| 時点           | 人口（人） |
| -------------- | ---------- |
| 1837年         | 02,738     |
| 1907年         | 04,137     |
| 1939年05月17日 | 05,711     |
| 1950年09月13日 | 08,738     |
| 1961年06月06日 | 11,470     |
| 1970年05月27日 | 13,789     |
| 1983年12月31日 | 14,135     |
| 1987年05月25日 | 14,596     |
| 1991年12月31日 | 15,857     |
| 1995年12月31日 | 15,948     |
| 2005年12月31日 | 15,729     |
| 2010年12月31日 | 15,291     |
| 2015年12月31日 | 15,206     |
| 2020年12月31日 | 15,558     |

## 行政

### 議会
市議会は、選挙で選出された名誉職の議員と、議長を務める市長で構成される。市長は市議会において投票権を有している。エーバースバッハでは、市議会議員は Unechte Teilortswahl の方法で選出される。このため議席数は、超過議席によって変化する。2019年の選挙以後の議席数は26である（それ以前は25）。

### 首長
2017年の市長選挙で、シュトゥットガルト出身のエーバーハルト・ケラー (SPD) が第2回投票で 51.6 % の支持票を獲得して、エーバースバッハ出身の対立候補オリヴァー・クヌル (CDU) を破って市長に選出された。
| 名前                   | 任期            | 備考                               |
| ---------------------- | --------------- | ---------------------------------- |
| エトガー・ヴォルフ     | 1996年 - 2009年 | ゲッピンゲン郡の郡長に選出された。 |
| ゼップ・フォグラー     | 2009年 - 2017年 | 2期目の立候補はしなかった。        |
| エーバーハルト・ケラー | 2017年 -        |                                    |

### 紋章
図柄: 赤地。緑の土地に（四つ足で）立つ、銀の牙を持つ金のイノシシ (ドイツ語: Eber)。
1489年には既にイノシシが町の印章に描かれている。ただしその姿は時代とともに変化している。1535年の彩色図版では、1937年から用いられている現在の紋章と同じようにイノシシが四つ足で立って描かれている。より古い印章や教会の要石では、イノシシは直立して跳ねる姿に描かれている。境界石には、かつて、おそらく簡略化のために2本の牙だけが描かれていた。これは1686年から使われていたことが証明されている。赤 - 緑の町の旗は1920年代からその存在が知られているが、この色の組み合わせは、紋章学の配色規則に反している。

### 姉妹都市
エーバースバッハは以下の都市と姉妹都市関係にある。
- ブール＝レ＝ヴァロンス（フランス語版）（フランス、ドローム県）1980年
- エーバースバッハ＝ノイゲルスドルフ（ドイツ語版、英語版）（ドイツ、ザクセン州）1991年

## 経済と社会資本

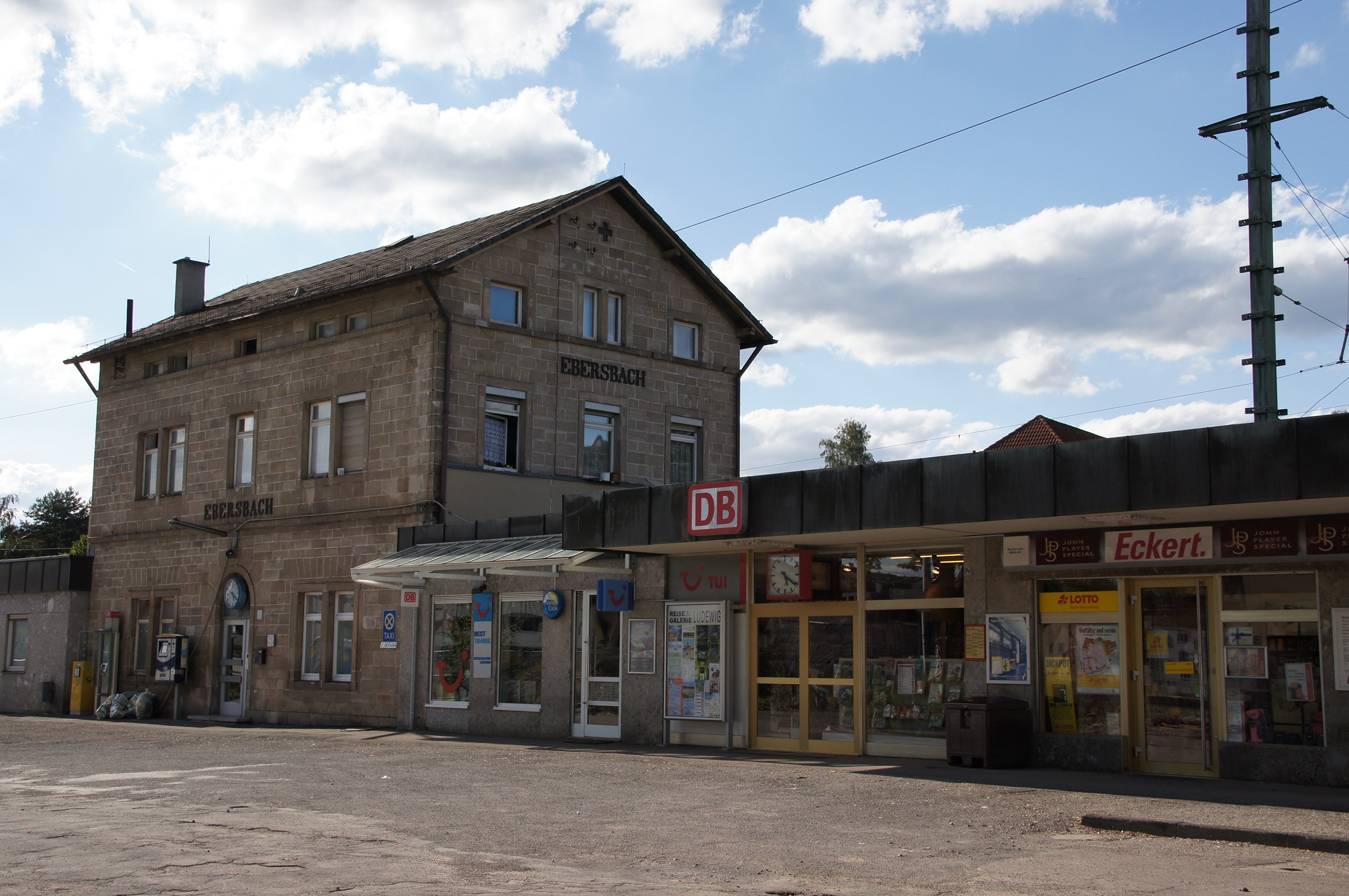
エーバースバッハ (フィルス) 駅

本市はシュトゥットガルト大都市圏に属している。

### 交通
本市は、連邦道10号線あるいはフィルスタール鉄道（シュトゥットガルト - ウルム）のエーバースバッハ (フィルス) 駅経由でアクセスすることができる。

### 宗教
1537年に宗教改革がなされて以後、エーバースバッハでは福音主義が多数派である。現在ではいくつかの市区にその他の教会組織や宗教団体が存在している。

#### 福音主義
すべての福音主義の教会は、ゲッピンゲン教会管区に属す。

##### ビュンツヴァンゲン＝ズルパハ教会
ビュンツヴァンゲンとズルパハの教会は2013年から1つの教会組織に融合し、ビュンツヴァンゲン＝ズルパハ教会となった。両教会の牧師業務は、長らく前からビュンツヴァンゲン＝ズルパハの牧師が執行していた。
ビュンツヴァンゲンの聖レオンハルト礼拝堂は、1481年の記録が遺る。現在のレオンハルト教会は1778年に内陣のない方形の建物を塔に増築する形で建設された。12使徒とイエスを描いたバロック絵画が2階席の欄干に掲げられている。3枚の油絵（キリスト、モーゼ、洗礼者ヨハネ、1885年頃）は、ビュンツヴァンゲン出身の芸術家でシュトゥットガルト美術アカデミー教授のヤーコプ・グリューネンヴァルトによって制作された。
ズルパハの教会は、早くも1275年に記録されている。16世紀には聖ロレンツ教会と呼ばれていた。ラウレンティウス教会は1607年に現在の形になった。1955年にルドルフ・イェリン d. J. が3枚の内陣のステンドグラス（左右に福音書記者とそのシンボル、中央に最後の晩餐、磔刑、復活、王冠）を制作した。

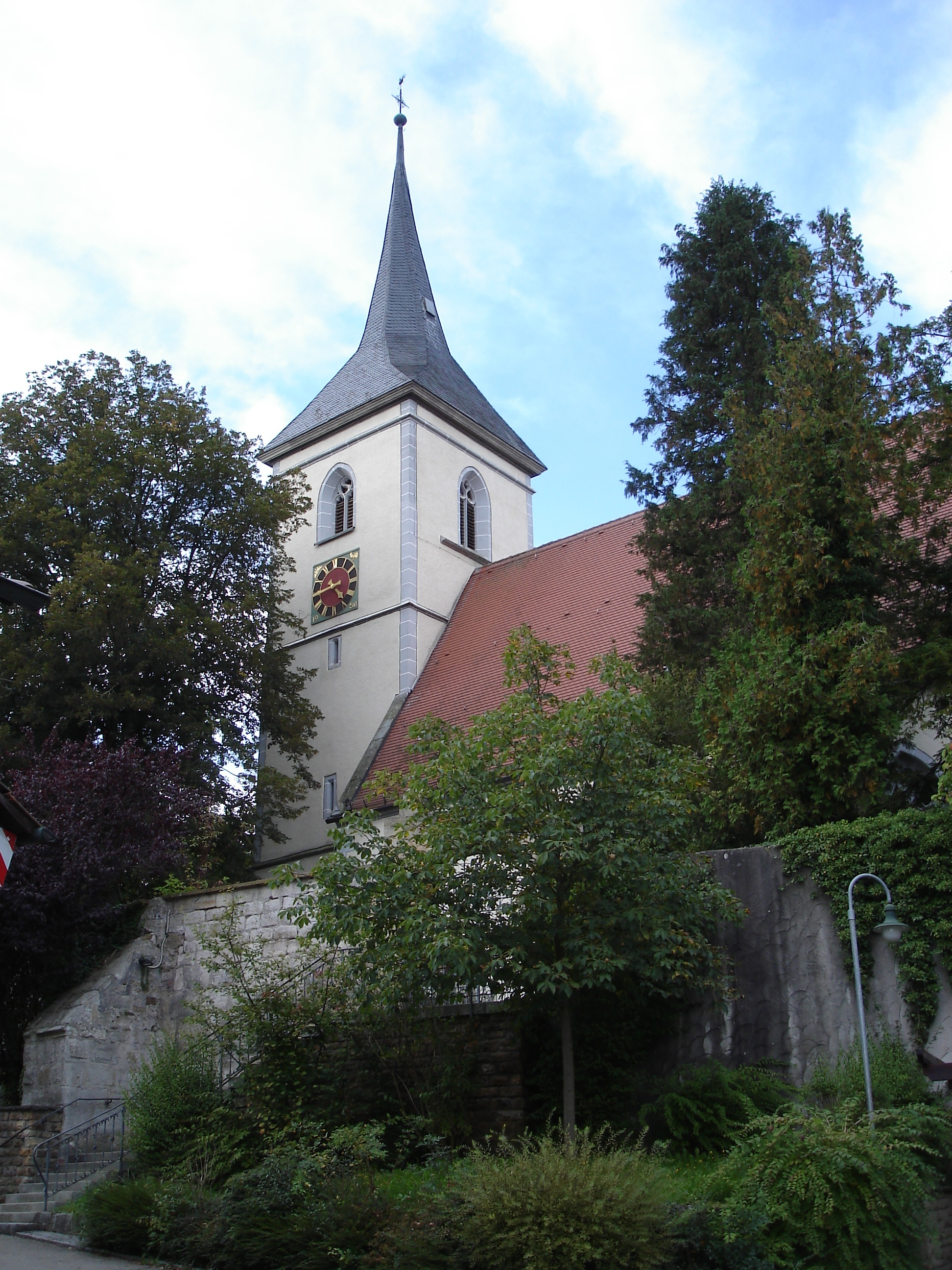
エーバースバッハ・アン・デア・フィルスの聖ファイト教会

##### エーバースバッハ・アン・デア・フィルス教会
エーバーバッハ・アン・デア・フィルス教会は、中核市区およびビューヘンブロン市区、クラプフェンロイト市区を含む。エーバースバッハの教会は1228年に初めて記録されている。1481年には聖ファイト教会という名前が記されている。現在のファイト教会は、かつて壁で囲まれた敷地内にあった防衛教会であった。内陣には網状のヴォールトが施されている。教会塔は1625年に落雷によって破壊され、その後ハインリヒ・シックハルトによって再建され、新しい屋根に葺き替えられた。シュトゥットガルトの建築家パウル・ハイム（子）（1905年 - 1988年）が1956年に大改修を行った。この際に、ルドルフ・イェリン（子）によって3枚の内陣のステンドグラス（左: 旧約聖書、配色は青/緑を基調とする、天地創造、堕落、カインとアベル、バベルの塔、モーゼの律法。中央: 新約聖書1 福音書、配色は黄色/黄土色を基調とする、子供の祝福、癒やしの奇跡、磔刑、埋葬。右: 新約聖書2、配色は緑/黄土色を基調とする、若者の遣い、復活、生と死の主）が制作された。

##### ロスヴェルデン教会
ロスヴェルデン教会はロスヴェルデンとヴァイラー・オプ・デア・フィルスを含む。1275年に初めて教会が記録されている。16世紀に聖ベネディクト教会という名称が記されている。現在のベネディクト教会は、16世紀に建設された3面の内陣を有するホール建築で、1726年に改修され、1980年に聖具室が増築された。洗礼盤は14/15世紀のものである。ガラス画家アドルフ・ファーレンティン・ザイレが1980年に3枚のステンドグラス（左: 堕落、モーゼ、キリストの誕生。中央: 磔刑、復活、世界の王。右: ペンテコステと奇跡）を制作した。
ヴァイラー・オプ・デア・フィルスでは、かつて教会があった場所に、1603年にブラジウス教会が支教会として建設された。奥行きのない内陣、北壁の説教壇、かつては外階段が設けられていた西入口と旧南入口などルネサンス様式の特徴を備えている。1990年に増築された西側の建物は聖具室およびグループ室として用いられている。

### イスラム教
市内には、2つのイスラム教のモスクがある。Mevlan-モスク (Ditib) と Süleymaniye-モスクである。

### 教育
基礎課程学校:
- マルクトシューレ・エーバースバッハ
- ハルトシューレ・エーバースバッハ
- ビュンツヴァンゲン基礎課程学校
- ロスヴェルデン基礎課程学校
- ヴァイラー基礎課程学校

上級学校:
- ライヒベルク学校センター
  - ライヒベルク・ギムナジウム
  - ライヒベルク実科学校

学習養護教育に重点を置いた特別教育・養護センター:
- ハルトシューレ SBBZ レルネン

## 文化と見所

### 青年活動
青少年センター E3 は、ボランティアの協力で建設され、2008年6月6日に開館した。

### 音楽
- MV エーバースバッハ: 音楽クラブ。大編成のブラスオーケストラ (GBO)、青年ブラスオーケストラ (JBO)、成人オーケストラ (NWO)、リタイアオーケストラ（ブラスカペレ "D'Ehemalige" (EO)) がある[18]。
- AOE: アコーディオン＝オーケストラ・エーバースバッハ。2つの青年オーケストラと1つの成人オーケストラがある[19]。

### スポーツ
- SV エーバースバッハ: サッカークラブ。
- TSV エーバースバッハ: 「デア・テュルク」。サッカークラブ。
- TV エーバースバッハ: 陸上競技部門などを備えたスポーツクラブ。アクロバティック体操部門が知られている。
- RMSV エーバースバッハ: 自転車競技およびモータースポーツクラブ「ヴィクトリア」エーバースバッハ。サイクルサッカー部門を有する郡内唯一のクラブである。
- HSG エーバースバッハ＝ビュンツヴァンゲン: ハンドボールクラブ。
- RVI ビューヘンブロン: サイクリングクラブ。

### 博物館
- 市立博物館アルテ・ポスト。ヤーコプ・グリュンヴァルト・コレクション、芸術批評家フリッツ・アレクサンダー・カウフマンの展示室、入れ替えの特別展示がある。
- パティナ博物館は古い自動車やオートバイを展示している。
- ビュンツヴァンゲンのヤーコプ・グリュンヴァルト記念館

### 建築
- 旧牧師館、1581年建造。
- 博物館「アルテ・ポスト」の建物、1596年建造。
- 後期ゴシック様式のファイト教会。
- 旧市庁舎、1886年建造。
- ヘルツ＝イェズ教会。
- ロスヴェルデンの歴史的なパン焼き小屋。
- ズルパハの聖ラウレンティウス教会。

## 人物

### 出身者
- ヤーコプ・グリューネンヴァルト（1821年 - 1896年）風俗画家、イラストレーター
- ウルリヒ・シェルコプフ（1927年 - 1998年）化学者

### ゆかりの人物
- カタリーナ・ケプラー（ドイツ語版、英語版）（1547年 - 1622年）天文学者ヨハネス・ケプラーの母。魔女裁判にかけられたが息子の名声によって無罪とされた。ロスヴェルデンで亡くなった。
- ヴィルヘルム・ヴァイプリンゲン（ドイツ語版、英語版）（1804年 - 1830年）詩人、作家。

## 関連図書
- Rudolf Moser, ed (1844). “Gemeinde Ebersbach”. Beschreibung des Oberamts Göppingen. Die Württembergischen Oberamtsbeschreibungen 1824–1886. Band 20. Stuttgart / Tübingen: Cotta’sche Verlagsbuchhandlung. pp. 177–182
- Rudolf Moser, ed (1844). “Gemeinde Bünzwangen”. Beschreibung des Oberamts Göppingen. Die Württembergischen Oberamtsbeschreibungen 1824–1886. Band 20. Stuttgart / Tübingen: Cotta’sche Verlagsbuchhandlung. pp. 169–170